# Nguyễn Văn Toàn (football)
Pour le général sud-vietnamien, voir Nguyễn Văn Toàn.
Nguyễn Văn Toàn, né le 12 avril 1996 dans la province de Hải Dương au Viêt Nam, est un footballeur international vietnamien, qui évolue au poste d'attaquant pour le club de Nam Định dans le championnat du Viêt Nam .

## Biographie

### En club
Il inscrit neuf buts dans le championnat du Viêt Nam lors de la saison 2019. Cette même saison, son club se classe huitième du championnat.

### En équipe nationale
Avec les moins de 23 ans, il participe au championnat d'Asie des moins de 23 ans en 2018. Lors de cette compétition organisée en Chine, il joue quatre matchs. Le Viêt Nam s'incline en finale face à l'Ouzbékistan. Il participe ensuite avec cette même équipe aux Jeux asiatiques de 2018. Le Viêt Nam se classe quatrième de ces jeux, en étant battu par les Émirats arabes unis lors de la « petite finale ».
Văn Toàn fait ses débuts internationaux avec l'équipe du Viêt Nam contre Taïwan, le 24 mars 2016. Il se met immédiatement en évidence en inscrivant deux buts, le Viêt Nam s'imposant sur le score de 4-1.
Le 8 novembre 2016, il marque son troisième but en équipe nationale, lors d'un match amical face à l'Indonésie (victoire 3-2). Il participe quelques jours plus tard à l'AFF Suzuki Cup. Lors de cette compétition organisée en Birmanie et aux Philippines, il joue quatre matchs. Le Viêt Nam s'incline en demi-finale face à l'Indonésie.
Le 28 mars 2017, il inscrit son quatrième but en équipe nationale, lors d'une rencontre face à l'Afghanistan. Ce match nul (1-1) rentre dans le cadre des éliminatoires de la Coupe d'Asie des nations 2019 (en). Il dispute ensuite en 2018 une seconde AFF Suzuki Cup. Il ne joue qu'une seule rencontre lors de cette compétition, qui voit le Viêt Nam l'emporter en finale sur la Malaisie.
Par la suite, en janvier 2019, il participe à la phase finale de la Coupe d'Asie des nations, qui se déroule aux Émirats arabes unis. Lors de ce tournoi, il joue quatre matchs. Le Viêt Nam s'incline en quart de finale face au Japon.

## Buts internationaux
| #  | Date              | Lieu de rencontre           | Adversaire     | But | Score final | Compétition                                                                   |
| -- | ----------------- | --------------------------- | -------------- | --- | ----------- | ----------------------------------------------------------------------------- |
| 1. | 24 mars 2016      | Hanoï, Viêt Nam             | Taipei chinois | 2-1 | 4-1         | Éliminatoires de la Coupe du monde de football 2018, zone Asie, deuxième tour |
| 2. | 24 mars 2016      | Hanoï, Viêt Nam             | Taipei chinois | 3-1 | 4-1         | Éliminatoires de la Coupe du monde de football 2018, zone Asie, deuxième tour |
| 3. | 8 novembre 2016   | Hanoï, Viêt Nam             | Indonésie      | 3-2 | 3-2         | Match amical                                                                  |
| 4. | 28 mars 2017      | Douchanbé, Tadjikistan      | Afghanistan    | 1-0 | 1-1         | 3e tour qualificatif pour la Coupe d'Asie des nations 2019 (en)               |
| 5. | 27 septembre 2022 | Hô Chi Minh-Ville, Viêt Nam | Inde           | 2-0 | 3-0         | Match amical                                                                  |
| 6. | 21 décembre 2022  | Vientiane, Laos             | Laos           | 5-0 | 6-0         | AFF Suzuki Cup 2022                                                           |
| 7. | 16 novembre 2023  | Manille, Philippines        | Philippines    | 1-0 | 2-0         | Deuxième tour des éliminatoires de la zone Asie de la Coupe du monde 2026     |
| 8. | 9 décembre 2024   | Vientiane, Laos             | Laos           | 3-0 | 4-1         | AFF Suzuki Cup 2024 (en)                                                      |

## Statistiques

### En sélection
| Équipe nationale | Année | Apparitions | Buts |
| ---------------- | ----- | ----------- | ---- |
| Viêt Nam         | 2016  | 12          | 3    |
| Viêt Nam         | 2017  | 3           | 1    |
| Viêt Nam         | 2018  | 1           | 0    |
| Viêt Nam         | 2019  | 11          | 0    |
| Viêt Nam         | 2021  | 15          | 0    |
| Viêt Nam         | 2022  | 6           | 2    |
| Viêt Nam         | 2023  | 10          | 1    |
| Viêt Nam         | 2024  | 10          | 1    |
| Viêt Nam         | Total | 68          | 8    |

## Palmarès

### Vietnam
- AFF Championship : 
  -  Champion en 2018 (en) et 2024 (en),  finaliste en 2022
- Coupe VFF (en) :
  -  2022 (en)

### Vietnam U23
- Coupe VFF (en) :
  -  2018

### Distinctions individuelles
- Meilleur buteur du Championnat d'Asie du Sud-Est de football des moins de 19 ans : 2013 (en) (6 buts)
- Meilleur passeur du Championnat du Viêt Nam : 2019[5], 2020